# 陰騭録
『陰騭録』（いんしつろく）は、中国明代の呉江の人で、嘉靖年間から万暦年間を生き、74歳で亡くなった袁了凡（えん りょうぼん）が著した書籍。善書の一種であり、『了凡四訓』とも呼ばれる。自己の宿命観を乗り越えて、自分から運命を創造してゆくことを悟った体験を書き記した書物である。
“陰騭”という語は、『書経』洪範篇にある、「王（周の武王）箕子（重臣の名）を訪ふ、すなはち言ひて曰く、『ああ箕子、これ天、陰に下民を騭（さだ）め、その居を相協（しょうきょう）す』」（意味：天は冥々の中に生民の住むべきところを定め、その住居をする大地をもととのえて下さる）という言葉に由来している。

## あらすじ
著者・袁了凡は代々学者の家に生まれ、幼名を「学海」といい、将来医の道に進もうと考えていた。あるとき孔という不思議な老人が家を訪れ、学海少年の将来の職業や寿命などを予言する。そして予言のとおり科挙を志す。その後身の上に起こったことがことごとく孔老人の言うとおりになっていったので、学海は徹底した宿命論者となっていた。
役人になった後に、棲霞山中に以前から教えを請いたいと思っていた雲谷禅師を訪ねる。雲谷禅師にこれまで人生の話をすると、孔老人の宿命論のままに生きようとする学海の姿勢を大馬鹿者と叱咤し、人は自らの力で立命できると語る。彼は禅師の話に強く感動し、その教えに従い、徳性を充広し、善事を力行し、多くの陰徳を積んだ。すると孔老人の予言は段々と当たらなくなっていった。寿命は53歳で死ぬと言われていたが74歳まで生き、子に恵まれないと予言されていたが一子天啓をもうけることができた。学海は「了凡」と名を改め、大きくなった息子に自分の人生を語り聞かす。